# Кубышка (растение)
Кубы́шка (лат. Núphar) — род многолетних водных растений семейства Кувшинковые (Nymphaeaceae), распространённых на мелководье по берегам озёр и медленнотекущих рек или проток.
Часто кубышку ошибочно называют кувшинкой; при этом кувшинку белую называют водяной лилией.

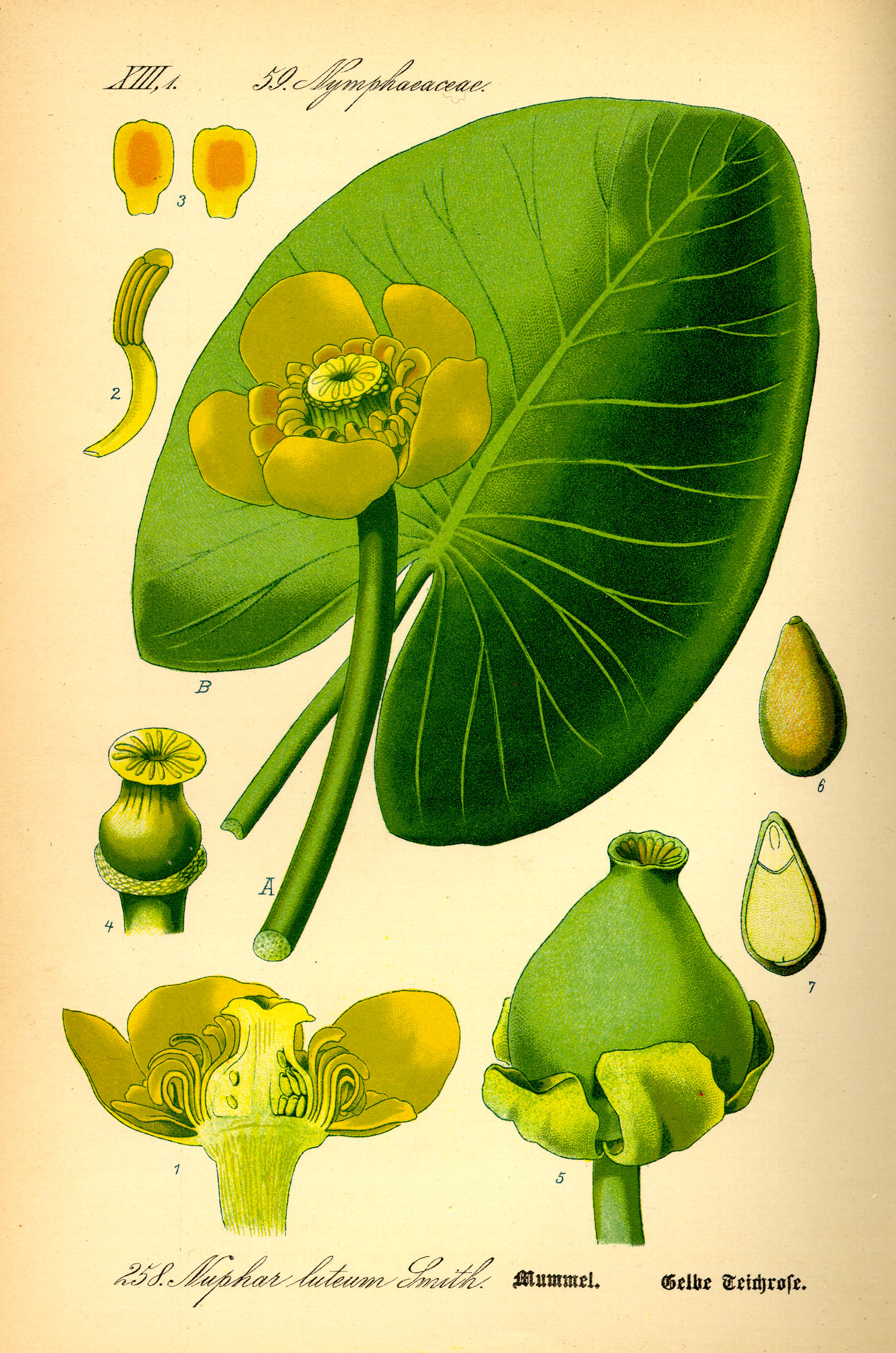
Кубышка жёлтая.

## Ботаническое описание
Корневищные растения. Цвет корневища, в зависимости от освещённости, от желтоватого до зелёного. Срез корневища белый.
Листья округлые, плавающие — жёсткие кожистые, подводные — нежные.
Цветки жёлтые, обладают приятным запахом. Тычинки многочисленные, чашелистиков пять.
Плод — многосемянная губчатая синкарпная многолистовка, внешне схожая с кувшином.

## Значение и применение
Кубышки являются кормом многих животных (ондатра, бобр, выхухоль, лось и др.), семена поедаются водоплавающими птицами.

## Классификация
В зависимости от классификации род иногда считается монотипным с единственным полиморфным видом Nuphar lutea (Кубышка жёлтая), в то время как другими исследователями принимаются 10—12 или более видов. Последние молекулярные исследования показывают существование различий между европейскими и американскими видами.

### Таксономическое положение
Nuphar Sm., 1809, Fl. Graec. Prodr. 1: 361
Род Кубышка относится к семейству Кувшинковые (Nymphaeaceae) порядка Кувшинкоцветные (Nymphaeales) клады Цветковые растения. Таксономическая схема в соответствии с Системой APG IV по состоянию на декабрь 2023 года:
|  |                          |  |                                   |                                   |                       |  | еще 2 семейства |            |            |                                                                  |
|  |                          |  |                                   |                                   |                       |  |                 |            |            | 19 подтвержденных видов и 2 таксона в статусе "неподтвержденных" |
|  |                          |  |                                   | порядок Кувшинкоцветные           |                       |  |                 |            | Кубышка    |                                                                  |
|  |                          |  |                                   | порядок Кувшинкоцветные           |                       |  |                 |            | Кубышка    |                                                                  |
|  | клада Цветковые растения |  |                                   |                                   | семейство Кувшинковые |  |                 |            |            |                                                                  |
|  | клада Цветковые растения |  |                                   |                                   |                       |  |                 |            |            |                                                                  |
|  |                          |  | ещё 63 порядка цветковых растений | ещё 63 порядка цветковых растений |                       |  |                 | еще 4 рода | еще 4 рода |                                                                  |
|  |                          |  |                                   | ещё 63 порядка цветковых растений |                       |  |                 |            | еще 4 рода |                                                                  |

### Виды
- Nuphar × fluminalis Shiga & Kadono
- Nuphar ×rubrodisca Morong [= Nuphar microphylla × Nuphar variegata]
- Nuphar ×saijoensis (Shimoda) Padgett [= Nuphar japonica × Nuphar pumila]
- Nuphar advena (Aiton) W.T.Aiton — Кубышка пришлая
- Nuphar japonica DC. — Кубышка японская
- Nuphar lutea (L.) Sm. typus[8] — Кубышка жёлтая
- Nuphar microphylla Fernald
- Nuphar oguraensis Miki
- Nuphar orbiculata (Small) Standl.
- Nuphar polysepala Engelm.
- Nuphar pumila (Timm) DC. — Кубышка малая
- Nuphar rubrodisca Morong
- Nuphar sagittifolia (Walter) Pursh — Кубышка стрелолистная
- Nuphar saikokuensis Shiga & Kadono
- Nuphar spenneriana Gaudin
- Nuphar subintegerrima (Casp.) Makino
- Nuphar submersa Shiga & Kadono
- Nuphar ulvacea (G.S.Mill. & Standl.) Standl.
- Nuphar variegata Engelm. ex Durand